# Montirone
Montirone es una localidad y comune italiana de la provincia de Brescia, región de Lombardía, con 4.019 habitantes.

## Evolución demográfica
| Gráfica de evolución demográfica de Montirone entre 1861 y 2005 |
|                                                                 |
| Fuente ISTAT - elaboración gráfica de Wikipedia                 |